# Didymocarpus grandidentatus
Didymocarpus grandidentatus är en tvåhjärtbladig växtart som först beskrevs av Wen Tsai Wang, och fick sitt nu gällande namn av Wen Tsai Wang. Didymocarpus grandidentatus ingår i släktet Didymocarpus och familjen Gesneriaceae. Inga underarter finns listade i Catalogue of Life.